# 武衡 (越南)
武衡（越南语：／；1882年—1947年7月5日），越南阮朝官員。

## 生平
武衡是廣南省奠磐府濰川縣美溪總龍福社（今屬廣南省濰川縣濰福社）人，嗣德三十五年（1882年）出生。成泰十五年（1903年），參加承天場鄉試，考中舉人。維新四年（1910年），會試中格，庭試考中副榜。後任咸順知府。
武衡逝世於1947年7月5日。